# Chelonodon pleurospilus
Chelonodon pleurospilus és una espècie de peix de la família dels tetraodòntids i de l'ordre dels tetraodontiformes.

## Morfologia
- Els mascles poden assolir 20 cm de longitud total.
- Nombre de vèrtebres: 19.[3]

## Hàbitat
És un peix marí, de clima subtropical i demersal.

## Distribució geogràfica
Es troba a Sud-àfrica.

## Observacions
No es pot menjar, ja que és verinós per als humans.